# Offersjön
Offersjön är en sjö i Sollefteå kommun i Ångermanland och ingår i Ångermanälvens huvudavrinningsområde. Sjön har en area på 0,798 kvadratkilometer och ligger 114,2 meter över havet.

## Delavrinningsområde
Offersjön ingår i det delavrinningsområde (700756-160131) som SMHI kallar för Utloppet av Offersjön. Medelhöjden är 150 meter över havet och ytan är 6,19 kvadratkilometer. Räknas de 27 avrinningsområdena uppströms in blir den ackumulerade arean 158,46 kvadratkilometer. Högforsån (Norsjöån) som avvattnar avrinningsområdet har biflödesordning 2, vilket innebär att vattnet flödar genom totalt 2 vattendrag innan det når havet efter 17 kilometer. Avrinningsområdet består mestadels av skog (83 procent). Avrinningsområdet har 0,79 kvadratkilometer vattenytor vilket ger det en sjöprocent på 12,8 procent.